# Lithocarpus crassinervius
Lithocarpus crassinervius är en bokväxtart som först beskrevs av Carl Ludwig von Blume, och fick sitt nu gällande namn av Alfred Rehder. Lithocarpus crassinervius ingår i släktet Lithocarpus och familjen bokväxter. IUCN kategoriserar arten globalt som starkt hotad. Inga underarter finns listade.